# Tanding Marga (Sungai Rotan)
Tanding Marga is een bestuurslaag in het regentschap Muara Enim van de provincie Zuid-Sumatra, Indonesië. Tanding Marga telt 1532 inwoners (volkstelling 2010).